# Östersunds historia
Östersunds historia behandlar staden Östersunds historia. Östersund är i sig en ung stad som grundades först 1786, men detta skedde efter flera tidigare försök att anlägga en stad i Jämtland. 

## Försök till ökat inflytande
Ända sedan 1500-talet då Sverige blev ett självständigt land har dess makthavare försökt utvidga inflytandet över Jämtland. Först politiskt, utan resultat, och därefter ekonomiskt. Städer anlades vid Norrlandskusten för att behärska den i Jämtland utbredda forbondehandeln. Härnösand anlades först år 1585 följt av Sundsvall år 1621. De små städerna hade emellertid föga framgångar med detta då förbindelsen mellan Tröndelagen och Jämtland hade alltför starka rötter ute i bygderna, samtidigt som motståndet mot statens försök att centralstyra handeln var stort.

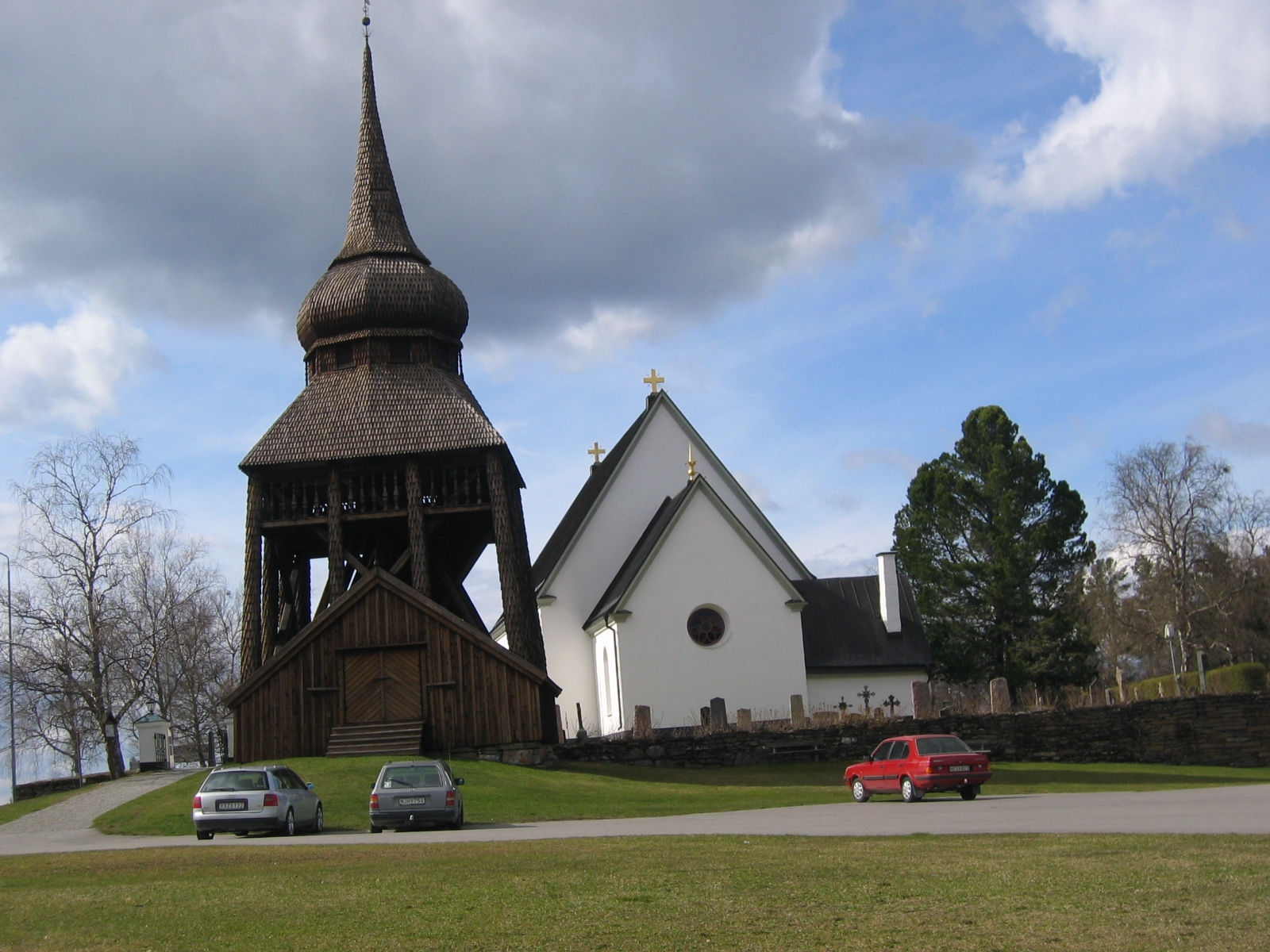
Frösö kyrka härstammar från slutet av 1100-talet eller början av 1200-talet. Frösön betraktas av många som stadens vagga, då ön utgjorde Jämtlands centralort i århundraden.

Planer om att anlägga en svensk stad eller köping i Jämtland fanns hos myndigheter redan efter att Sverige erhöll landskapet från Danmark-Norge år 1645. Drottning Kristina krävde att en skans skulle upprättas på Andersön strax efter övertagandet, för att tillsammans med Frösö skans säkra den svenska kontrollen över Jämtland. Hennes avsikt var att "Jämtarnas stad" skulle ligga inom denna skans. För att bygga skansen beordrades lokalbefolkningen till tvångsarbete år 1651 men efter protester och brist på kapital avslutades arbetet år 1654. Strax därefter, år 1655, skedde en kraftig revolt i Storsjöbygden och efter att Danmark-Norge återerövrade Jämtland temporärt år 1677, där de dansk-norska trupperna sågs som befriare, lades planerna om en stad i Jämtland på is.
81 år senare, år 1758, fick planerna om en stad i Jämtland nytt liv. Initiativet kom från en privatperson, men från myndigheternas håll såg man inte ett behov av att anlägga en stad i Jämtland. Förslaget gjorde dock att debatten om huruvida Jämtland skulle ha en stad eller inte tog fart på riktigt. Från de redan nämnda norrländska städerna restes krav om att en stad skulle anläggas i Jämtland för att förhindra de jämtska forböndernas lukrativa gränshandel över Kölen. Jämtarna negligerade ofta jordbruket för att ägna sig åt långväga handelsresor samt landsbygdshandel. Med en stad skulle det här kunna stoppas och staden skulle även kunna säkra varutillförseln till kusten som varit bristfällig under en längre tid. Ur militärstrategiskt perspektiv var även upprättandet av en befäst stad i Jämtland gynnsamt, när Sverige inte längre var någon stormakt.

## Staden grundas

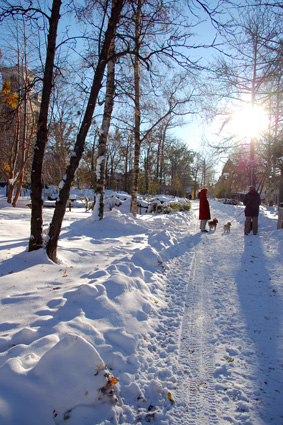
Kyrkparken vid Gamla Kyrkan (till vänster i bild) i centrala Östersund, precis som namnet antyder så är gamla kyrkan Östersunds första kyrka. Kyrkan hade tidigare en dominerande roll i stadsbilden då stadsbebyggelsen var lägre.

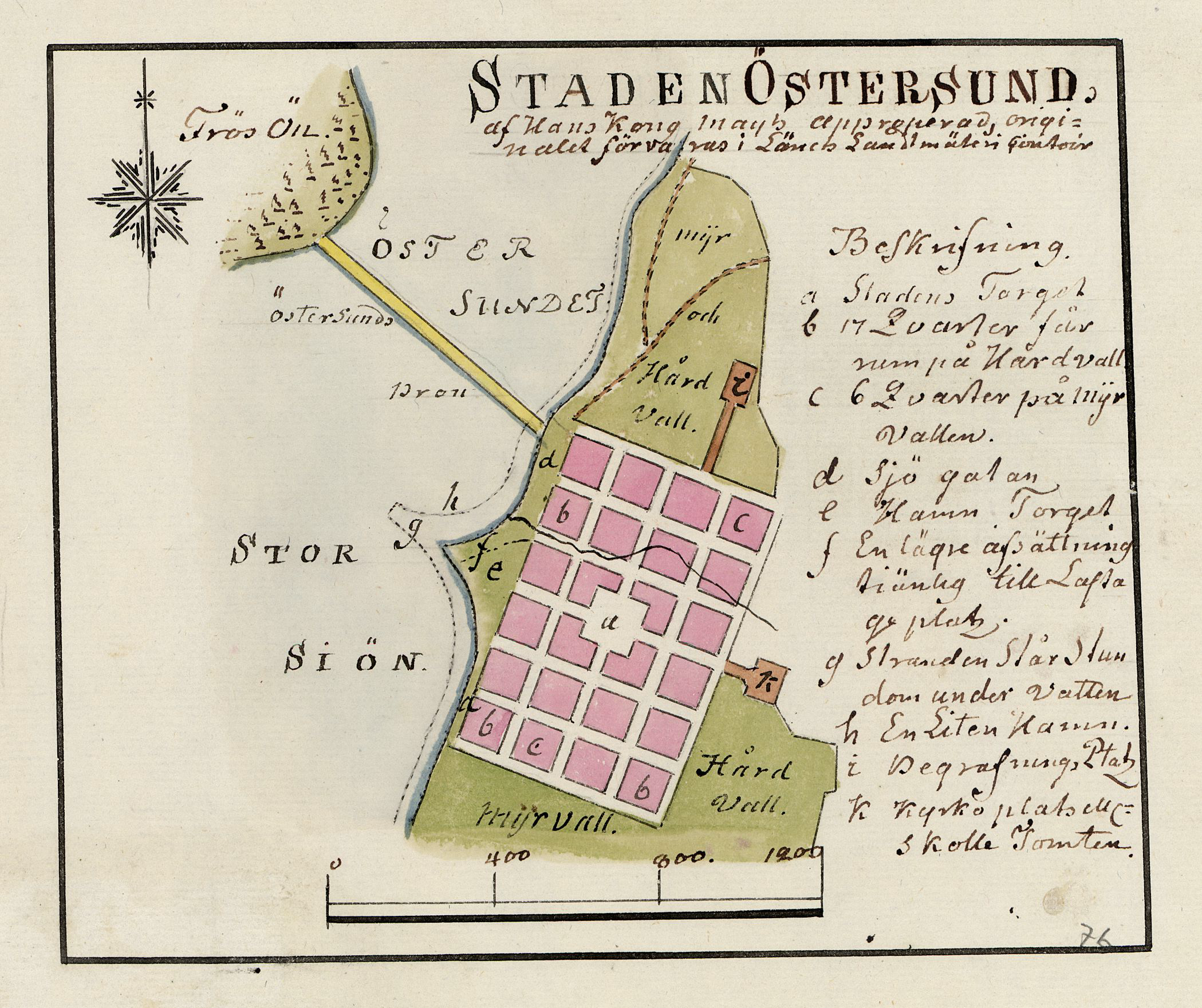
Karta över Östersund från början av 1800-talet.

Östersund grundades år 1786 av kung Gustav III efter att Odensalaböndernas utmarker vid Östersundet införskaffades för ändamålet.
En av dessa bondgårdar ägdes av majoren Johan Ihre (1740-83) (son till språkforskaren Johan Ihre d.ä.). Major Ihre härstammade från släkten Hangvar från Gotland. Gården låg isolerad på sluttningen där staden Östersund nu ligger och tillhörde byn Odensala (jfr ovan) och Brunflo socken. Ihres gård låg där det nuvarande residenset ligger. I nuvarande Residensgränd flöt en bäck, vilken mynnade i Östersundet strax söder om nuvarande brofästet. På bäckens ena sida låg mangårdsbyggnaden och på andra sidan låg bryggstuga, kornlada, stall samt ladugård. Nedanför Ihres bondgård gick den gamla stolpbron över till Frösön.
Det enda som i övrigt fanns på området vid den tiden var huvudvägen och bron till Frösön, Jämtlands dåvarande centralort. Handeln i Jämtland gick inte att stoppa från Norrlandskusten, alla handelshinder, såsom gränskontroller, straff, handelsförbud och tull hade inte givit ett önskat resultat. Jämtarna var alltför sluga och vissa menar att det signaturmässiga jämtska uttrycket bällt du luur'n (förmådde du lura honom) kommer från jämtarnas försök att slippa betala tull för varor tillförskaffade i Norge. Samma utveckling skedde i övriga Norden, i nuvarande Finland grundades Tammerfors, Kuopio och Kaskö. Östersund är dock den enda stad i nuvarande Sverige som grundades på 1700-talet. Även Danmark-Norge hade en likartad utveckling och samma år som Östersund så grundades även Reykjavik på Island. Östersund erhöll 20 års skattefrihet och blev befriades från handelsreglementen och skråordningar.

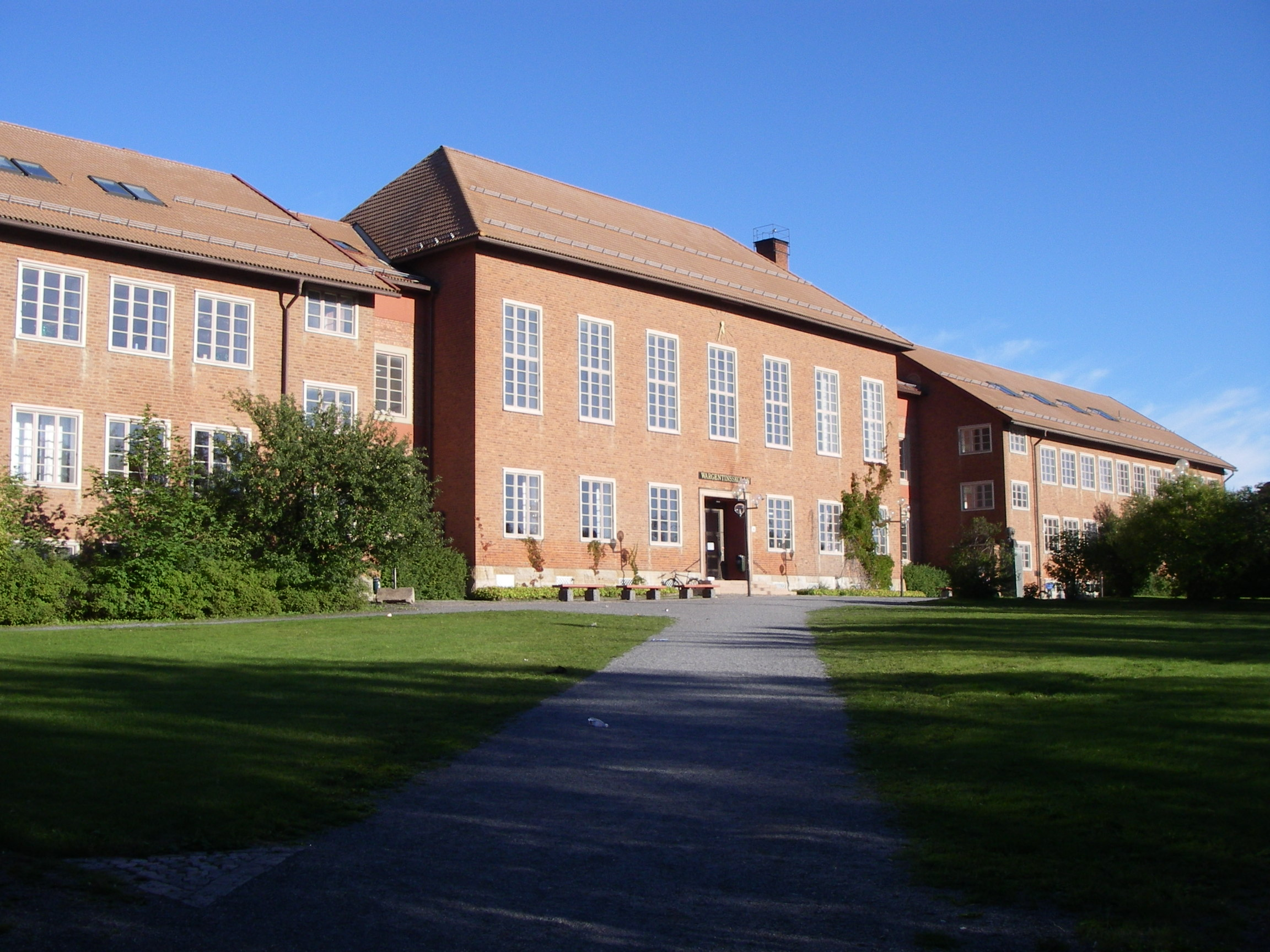
Wargentinsskolan i centrala Östersund har direkta anor från trivialskolan på Frösön, som grundades för att försvenska Jämtland.

Det var lantmätaren, tillika astronomen och hembygdsforskaren, Johan Törnsten (1738-1796) som fick Gustav III:s uppdrag att anlägga staden Östersund. Törnsten, som var född i Nätra, bosatte sig i Brunflo när han fått uppdraget. Trots att han inte var populär bland stans borgare fick han en gata uppkallad efter sig, Törnstens gränd.
Originalet av Törnstens stadsplanering finns även att återfinna, om något grovdetaljerad, i stenplattorna vid rådhusets ingång.
Liksom för alla andra städer som grundades efter beslut i den kungliga huvudstaden gick utvecklingen oerhört trögt. Staten försökte förmå handelsmännen från Frösön att flytta till fastlandet. Men någon vilja till det fanns inte, Frösön hade utgjort Jämtlands hjärta i över 600 år och var en rik socken. Marken på Frösön var även bördig och långt mer lämpad för jordbruk än träskmarkerna på andra sidan Östersundet. Staden kom således att utvecklas mycket långsamt, under sina första 50 år ökade Östersunds befolkning med i snitt åtta personer per år. Staden blev residensstad i och med att Jämtlands län inrättades 1810 och en länsstyrelse kom till. Östersund förblev dock en bondby, knappt 400 invånare hade staden 1820. Det året utnämnde Domkapitlet Anders Ocklind (1790-1843) från Mörsil till den förste stadspredikanten av staden. Han innehavde tjänsten till hans död 1843.

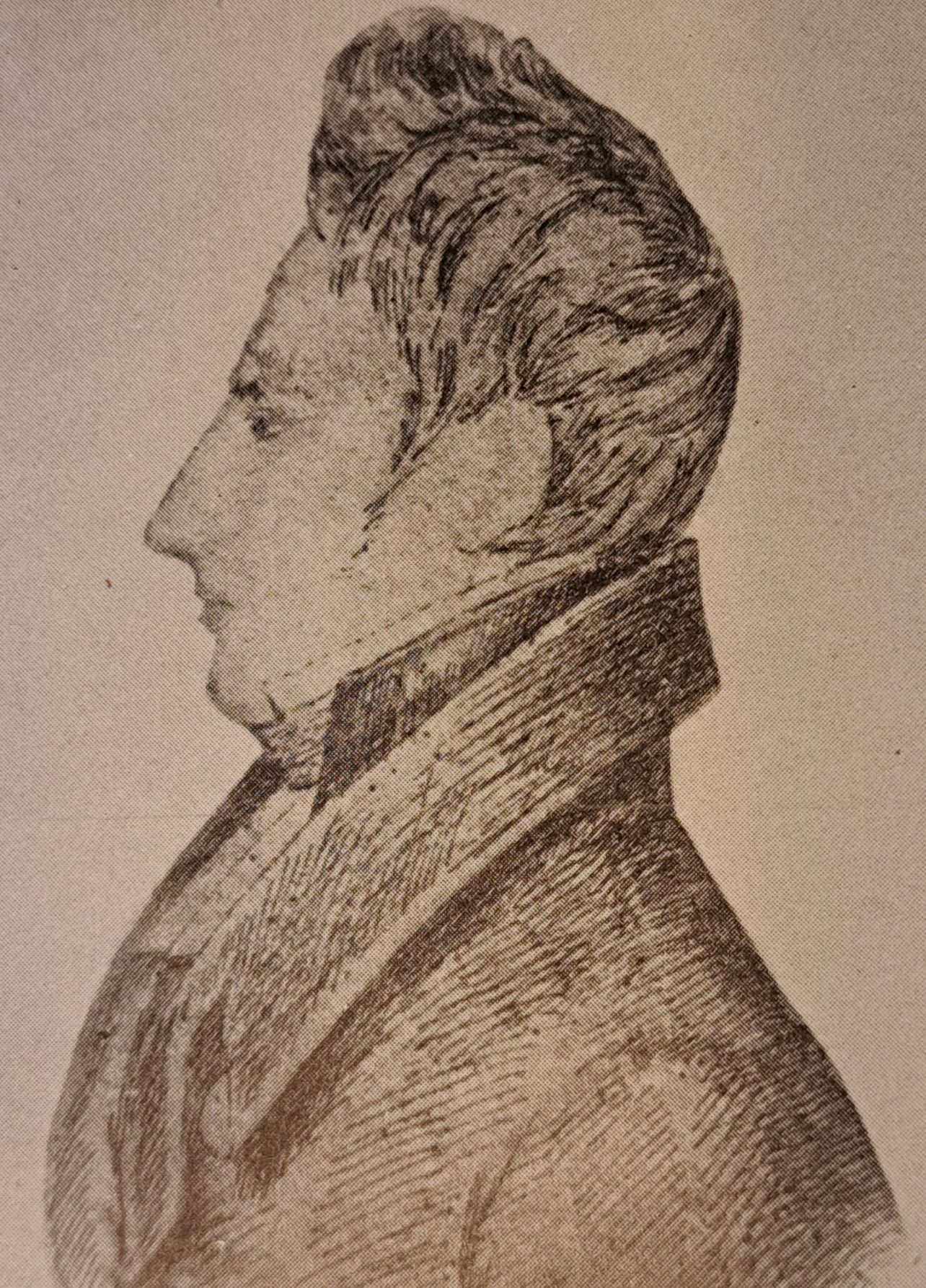
Stadspredikant Anders Ocklind (1790-1843)

1840-talet blev något bättre, Jemtlands Tidning bildades, den första kyrkan invigdes, landshövdingen fick ett stort residens, Frösö Trivialskola blev förlagd till staden och ett lasarett kom till.  Staden blev därefter något större då skogshanteringen tog fart på 1850- och 1860-talet. År 1863 fick staden telegraflinje mellan Sundsvall och Östersund. 

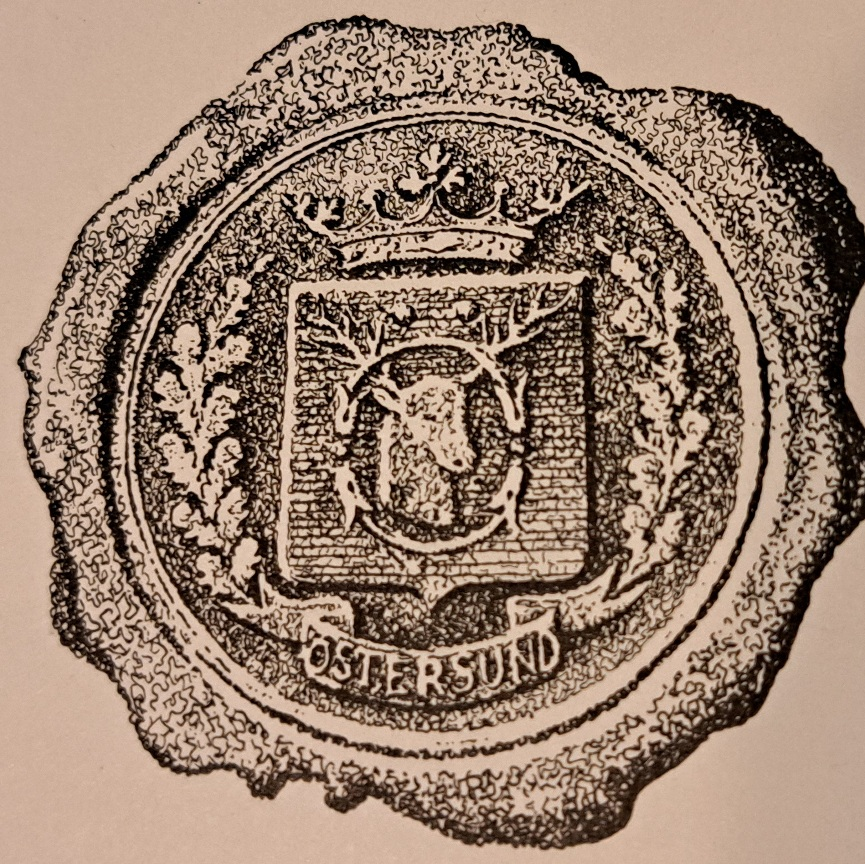
Östersunds stads sigill från 1860-talet.

## Folkrörelsetidens godtemplarstad
För mer information angående folkrörelsetiden i Jämtland se Jämtlands samtidshistoria

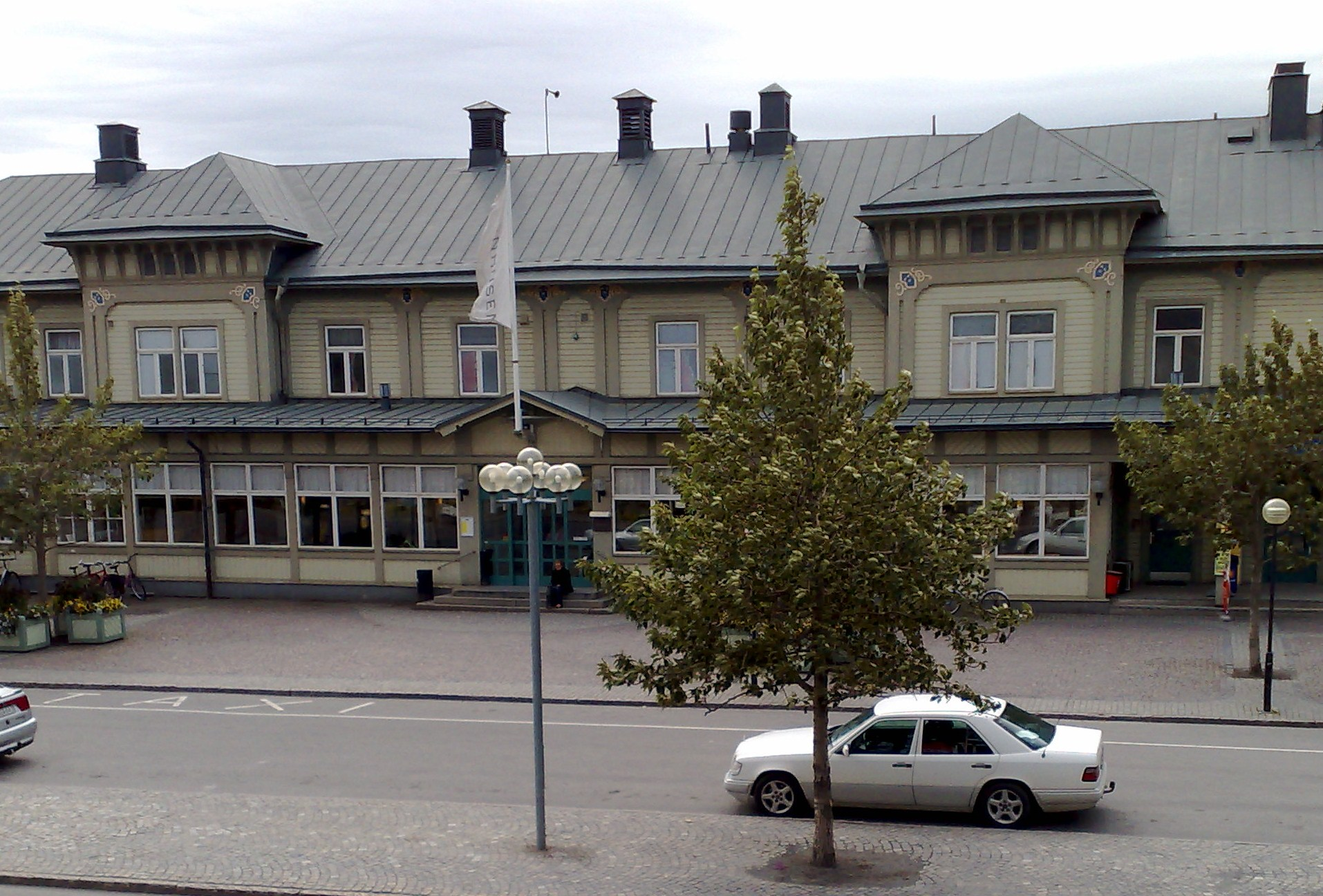
Utan tvärbanan från kust till kust hade Östersund inte varit mycket till stad idag. Här är Östersunds järnvägsstation från 1879

Det var först när järnvägen kom år 1879 som staden snabbt började växa och passera Frösön i storlek. Tack vare "bondehövdingen" Nils Larson i Tullus kom järnvägsbanan att dras genom staden istället för utanför som planerat. Mellanriksbanan blev klar 1882 och knöt Östersund närmare Trondheim och Sundsvall. Östersund kom därefter att växa snabbare än någon annan stad i Sverige. På endast tio år hade staden gått förbi 20 svenska städer i storlek befolkningsmässigt. Staden lockade nya invånare, främst från den jämtska landsbygden, men även nybyggare från övriga Sverige.
Med nybyggarna kom nya influenser till Jämtland och landskapet gick kraftigt in i folkrörelsetiden. I förhållande till övriga Sverige var rörelsen i staden ovanligt dynamisk. I Jämtland och Härjedalen var det den frisinnade Godtemplarrörelsen (en del av nykterhetsrörelsen) som kom att dominera totalt. Den kom efter Väckelserörelsen som utmanade stadens etablissemang genom anläggande av missionshus och baptisttkapell.
Den tredje stora folkrörelsen, arbetarrörelsen, hämmades mycket av den frisinnade nykterhetsrörelsen men blev även den ett viktigt inslag i stadens utveckling. Redan 1890 hölls en första majdemonstration.
Den första nykterhetslogen etablerades 1882 och ett halvår senare fanns det åtta stycken. Jämtland utmärkte sig som "ett tacksamt fält för ordens arbete". Ett år senare, 1883, var 700 av stadens 3 000 invånare engagerade inom rörelsen. 
Den snabba framgången för rörelsen skapade en unik entusiasm och rörelsens kom att omfatta alla delar av samhället. Det anordnades egna bröllop, julmarknader, nöjesetablissemang och caféer startades, banker, en försäkringskassa, bibliotek med mera grundades. Den största symbolen för rörelsens storhet var ordenhuset som uppfördes 1885 i staden, Östersunds-Goodtemplars-Ordenshus. När godtemplarrörelsens galjonsfigur Joseph Malins besökte Jämtland och Östersund utkorade han ordenhuset till det allra största i hela världen. Det rådde ingen tvekan - Östersund var Godtemplarstaden. 
Godtemplarnas budskap var mycket enkelt; alkoholen var roten till all ondska. Många lockades således till den organisation som lovade frälsning från alkohol. Lockelsen bidrog även till att mystiska ritualer och ceremonier utvecklades jämte logearbetet samt det glada och nyktra nöjeslivet. En ledargestalt för rörelsen i staden var Johan Lindström Saxon som förespråkade en radikal individualism. Varje enskild individ skulle själv reformera sitt levnadssätt för att samhället på så vis skulle nå en moralisk utopi. Ett "naturenligt lenvadsätt" befrämjades tillsammans med välgörenhet, allmänbildning med mera. När staden år 1886 firade 100-årsjubileum blickade Saxon framåt och profeterade hur staden skulle se ut 1986. 
| ”                                     | Då fins ej biskop mer med kors i bringan, ej präst, landshöfding, ej en kung så rik. Onödigt blifvit har den hela bingan, ty Sverige då, förstås är republik. Då ligger Frösö läger uti ängar med skörd så rik, ej mer fins militär, och folkets börs är ständigt fyld med pengar — med rösträtt hedrad själfva apan är. | „ |
| – Johan Lindström Saxon, Om hundra år | |   |

Saxon profeterade storslaget att det ståtliga godtemplarhuset skulle bli en medborgarskola för framtiden. Statskyrkan var avskaffad, alkohol förbjudet, allmän och lika rösträtt var tillsammans med världsfred verklighet och Östersund skulle självklart, med tanke på hur staden utvecklades, vara unionen Sverige-Norges huvudstad.
| ”                                     | Se, efter som Östersund ligger midt i landet, bör det ock vara hufvudstad. För övrigt ha vi ju nu telefoner öfver hela verlden, och elektriska banor till Nordkap och den betydande handelsstaden Trelleborg, förutom ballongfarten, som kom i bruk för några år sedan. | „ |
| – Johan Lindström Saxon, Om hundra år | |   |

Jämtland med Östersund som navel blev nykterhetsrörelsens, i förhållande till befolkningen, starkaste fäste i världen. Genom nykterhetsrörelsen utvecklades andra föreningar med ideella syften såsom fredsföreningar (den svenska fredsrörelsen firade 1903 sitt 20-årsjubileum i Östersund), rösträttsföreningar, vegetariansällskap och ungdomsrörelsen, som kom från Norge.

## Inga industrier

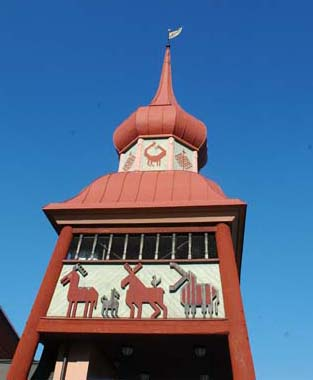
Jamtli var ett resultat av hembygdsrörelsen

Östersund utvecklades under samma period till Jämtlands handelscentrum med den uråldriga Gregoriemarknaden som höjdpunkt. Från och med 1870-talet ökade den dagliga handeln och handlandet nästan sjufaldigades fram till 1910. Marknaden förbjöds 1914 av den statliga myndigheten Kommerskollegium. Totalt i motsats till vad Saxon profeterade så blev inte armén avskaffad. I själva verket blev Östersund en betydande garnisonsstad då A4 grundades 1893. I samband med det uppgraderades Jämtlands fältjägarkår till Jämtlands fältjägarregemente. Detta i led med den utbredda rädslan för anfall från Ryssland där Jämtland-Tröndelag och Norrbotten blev de mest prioriterade regionerna försvarsmässigt. Någon huvudstad blev Östersund aldrig då Sverige och Norge gick skilda vägar 1905. Unionsupplösningen bidrog till att befästa Östersund som en militärstad. Fältjägarregementet I 5 förlades till staden 1910 och en flygflottilj, F 4 kom till Frösön 1926. 

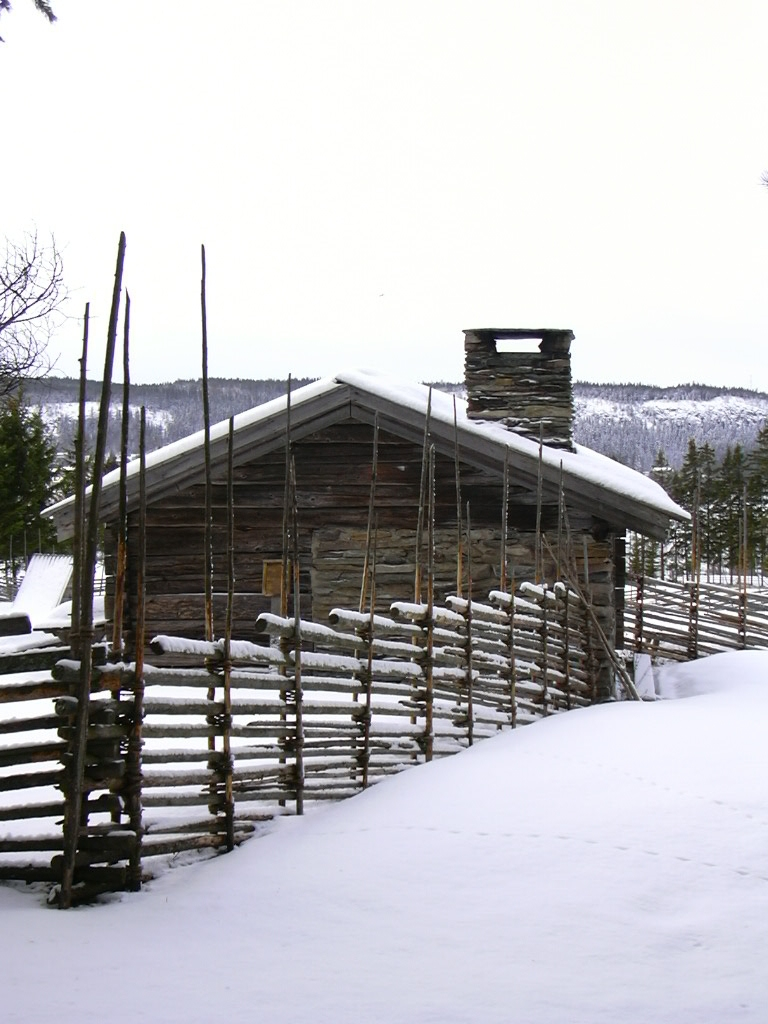
Jämtsk fäbod bakom en traditionell gärdsgård på Jamtli historieland i Östersund

Östersund levde i symbios med den närliggande bygden, såväl ekonomiskt som kulturellt och den för Jämtland och Östersund tämligen riksunika hembygdsrörelsen bröt mark i början av 1900-talet. 1908 bildades föreningen Jämtslöjd och blev följeslagare till fornminnesföreningen och 1912 började man planera ett friluftsmuseum — Jamtli. Museet fick senare under mellankrigstiden sällskap i form av Länsmuseet och Landsarkivet. Ett viktigt inslag i kulturen blev Jämtlands bibliotek som år 1912 flyttades från Frösön till staden. Östersund kom då att inhysa ett av norra Skandinaviens mest värdefulla bibliotek.
Tiden före första världskriget var en för Östersund mycket viktig tid då grunden för det som har präglat staden lades. De ideella strävanden som befolkningen hade och gav uttryck för genom det storskaliga föreningslivet skapade en enorm entusiasm, inte bara i Östersund utan i hela Jämtland. "Om det så hade gällt att flytta Åreskutan sten för sten, hade vi trott att det var möjligt" berättade senare en gammal godtemplare. Även omfattande nybyggnadsarbete blev nödvändigt då stadens befolkning ökade. Det var i samband med detta som Östersunds rådhus uppfördes 1912 efter ritningar av arkitekt Frans Bertil Wallberg.
Bland godtemplarna blev hembygdsforskning populärt och rörelsen blev sammanflätad med hembygdsrörelsen. Godtemplarrörelsen såg industrialiseringen som ett allvarligt hot mot hembygden och det gamla by och bondesamhället. Då majoriteten av Östersunds befolkning hade sina rötter på landsbygden rådde inga stad-landsbygdsspänningar inom Jämtland. Rörelsernas gemensamma arbete gjorde att staden och dess borgerliga styre hade en extremt avvisande hållning gentemot industrier. Istället ville man framställa Östersund som ett centrum för friluftsaktiviteter, kultur, utbildning och turism. Man ville inte att industrier skulle hota den goda miljön, den rena luften, naturen och de kulturhistoriska traditionerna.

## Storstrejk och nödår
Allting var emellertid inte positivt i staden. Tecken på svårare tider uppenbarade sig. Arbetsmarknadskonflikten från 1909 och storstrejken utgjorde i sig kulmen på ökande motsättningar mellan arbetsgivare och arbetstagare. Inga större sammanstötningar skedde men strejken var däremot ett enormt nederlag för arbetarrörelsen.
År 1917 pågick första världskriget på kontinenten och i samband med februarirevolutionen 1917 som inledde den ryska revolutionen påverkades stämningen även i Östersund. Ransonering ledde till brist på livsmedel och en revolution fruktades. Hungerdemonstrationer förekom i staden av i första hand soldater. På första maj det året samlades 4 000 demonstranter framför rådhuset i Östersund och krävde bland annat sänkt pris på mjölk och ved. 

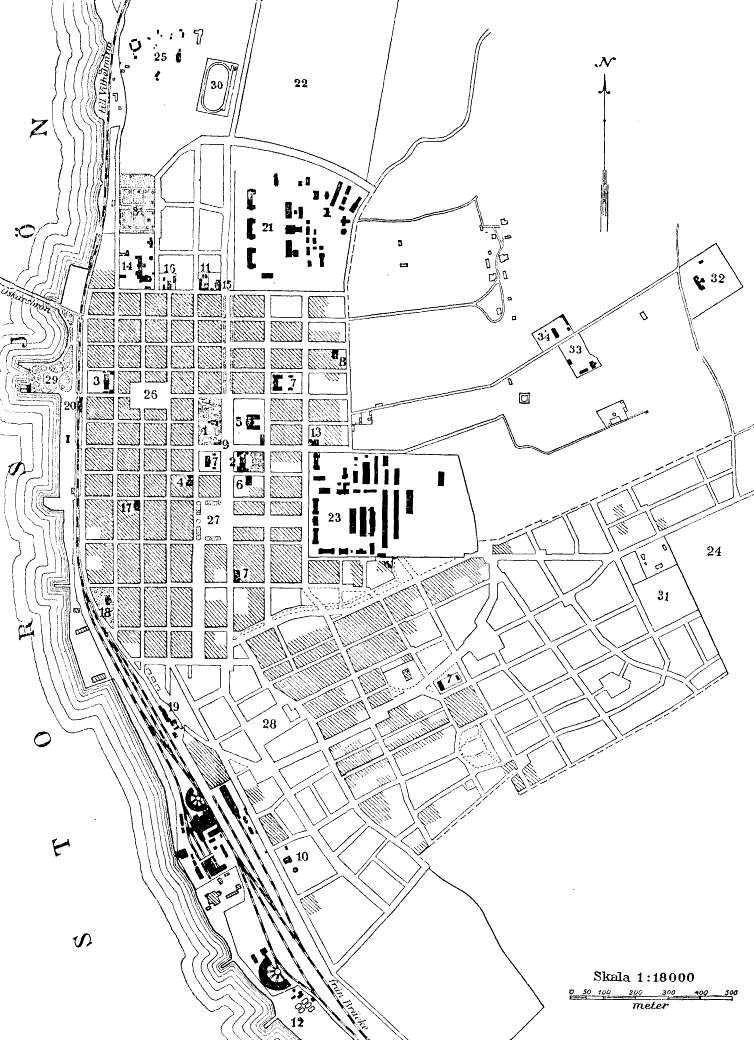
Östersunds stadskarta 1922

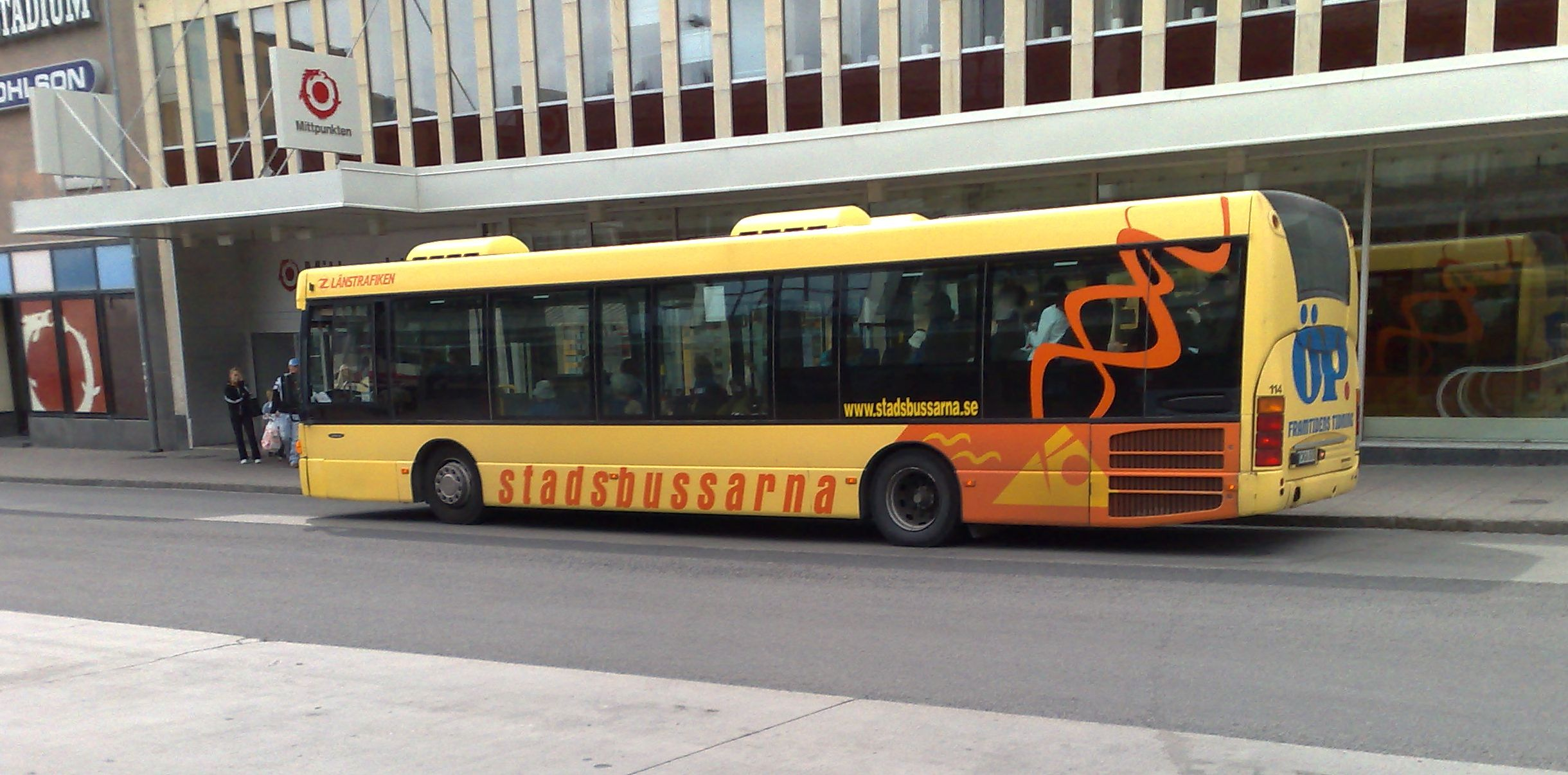
En av Östersunds stadsbussar (2007)

Året därefter spred sig Spanska sjukan som en löpeld över landet. 1 200 jämtar dog men långt fler insjuknade. Stadsläkaren i Östersund meddelade att "Östersund torde utan gensägelse ha varit mer än någon annan svensk stad av sjukdomen hemsökt", varvid Östersund har kallats för "Spanska sjukans huvudstad". Gamla skolan (det som idag är Östersunds turistbyrå) blev ett provisoriskt sjukhus och då inget kriscentrum fanns gick olika aktörer in för att hjälp befolkningen. Även myndigheterna gjorde vad de kunde genom att förbjuda publika sammankomster samtidigt som teatersalonger och biografer stängdes. Skildringen från hösten 1918 vittnar om stämningsläget i staden. 
| ”                        | Dag efter dag gnisslade de gamla likvagnarna fram genom gatorna, ackompanjerade av Chopins sorgemarsch och kyrkklockornas ödsliga och hotfulla klang. Så tog farsoten den civila befolkningen; söndag efter söndag hölls tacksägelse över ett 20-tal döda på en befolkning om 12- à 13 000 själar, ambulansens klocka klämtade i utdöda gator, allt nöjes- och föreningsliv avstannade, alla modeaffärer skyltade endast med sorgsaker och där två eller tre voro församlade talades endast om hemsökelsen | „ |
| – Veckojournalen 45/1918 | |   |

## Mellankrigstiden
Trots den stora depressionen och flera kriser som resulterade i hög arbetslöshet fortsatte Östersund under mellankrigstiden att växa. Bland annat blev municipalsamhället Odenslund en del av staden 1918. Näringslivet påverkades inte nämnvärt under tiden och Östersund fortsatte att vara en av Sveriges minst industrialiserade städer. Staden fortsatte att inrikta sig på parti- och grosshandel och blev ett centrum för detta i norra Sverige samt övre delarna av mellersta Sverige. Stadens centrala läge förstärktes då Inlandsbanan drogs genom Jämtland från norr till söder och omgivningen knöts allt närmare staden. Den första delen av Inlandsbanan, Strömsund-Östersund, blev klar 1912 Sträckan Brunflo-Sveg färdigställdes tio år senare, 1922.
Under mellankrigstiden kom även bilen och bussen till staden på allvar. Den första reguljära busslinjen inrättades på 1920-talet mellan Östersund och Brunflo. Fram till mitten av 1930-talet var över 40 busslinjer verksamma i Östersund. Busstorget, Gustav III:s torg, blev en central punkt i staden. 
Sollidens sanatorium invigdes 31 augusti 1930. 
Kulturlivet förändrades. Östersunds Rundradiostation började sända 1927 och biograferna blev en för många självklar del av nöjeslivet. Även idrotten fick nu sina första stora anläggningar. 1917 invigdes Hofvallen och på 1930-talet byggdes ett badhus, en travbana och tennishallen.

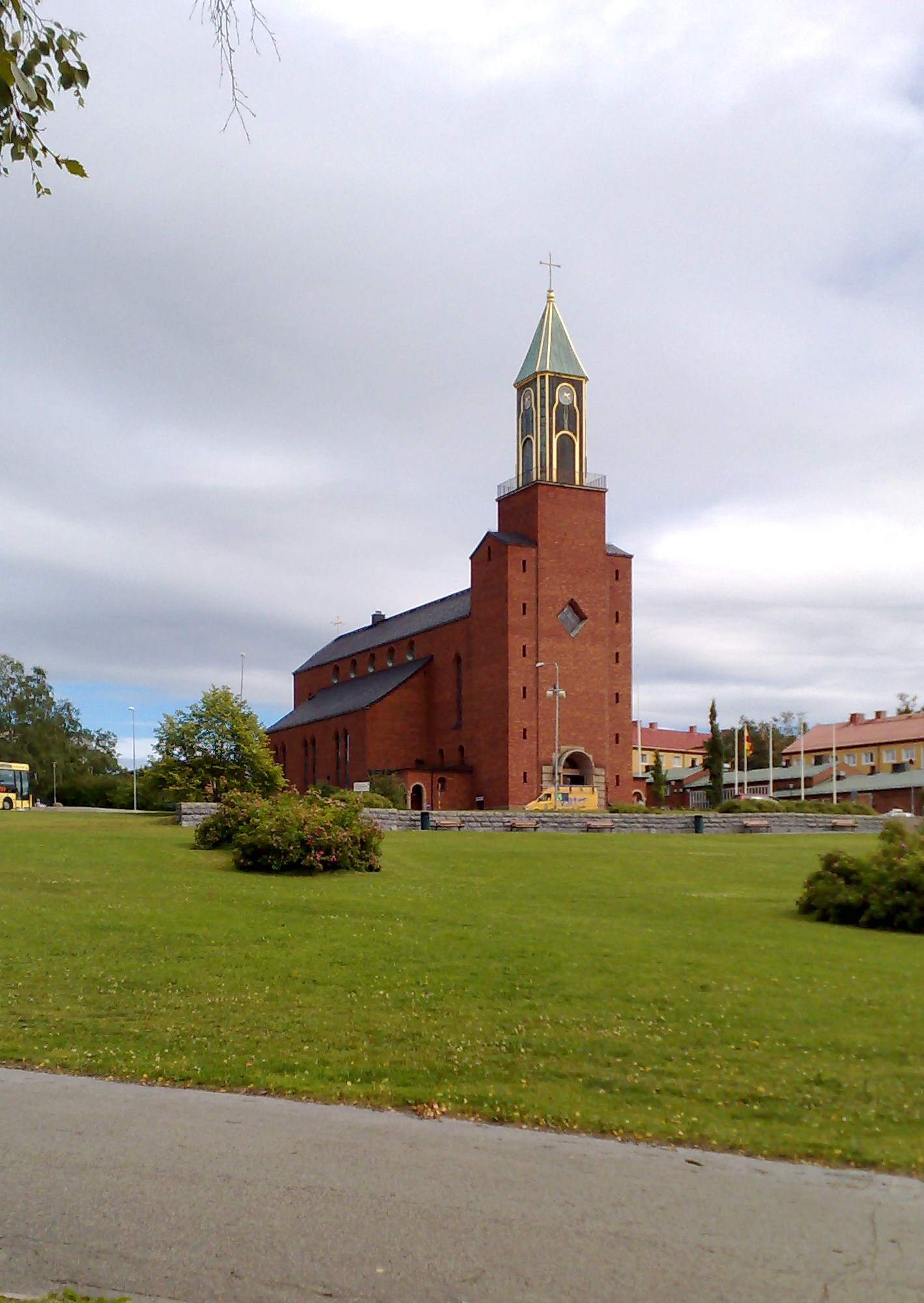
Den stora kyrkan uppfördes i tegel vid Österängsparken år 1940, under andra världskriget. Kyrkan påminner om Engelbrektskyrkan i Stockholm, vilket beror på att arkitekt Lars Israel Wahlman ritade dem båda.

Godtemplarrörelsen vann överlägset i Östersund och Jämtlands län vid folkomröstningen om rusdrycksförbud 1922. I länet röstade 72,2 procent för ett förbud (63,5 procent av männen och 83,2 procent av kvinnorna). Det blev emellertid inget förbud då Sverige som helhet röstade emot ett sådant. Trots stödet lokalt började Godtemplarrörelsen att minska i omfattning. Rörelsen har däremot lyckats väl med att sätta sin prägel på staden. Det var något av ett epokskifte när skylten för Godtemplarhuset år 1947 byttes ut mot "teater" i det som numera är Gamla Teatern, som fortfarande är världens största ordenhus. 
Allmän och lika rösträtt infördes 1921. I samband med rösträttsreformen 1919 erhöll Socialdemokraterna 10 mandat i Östersunds stad vilket var lika många som de frisinnade och fyra mindre än Högerpartiet. Någon majoritet fick Socialdemokraterna emellertid inte, trots att man regerade nationellt till och från under hela 1920-talet. Östersunds frisinnade fortsatte att inneha ordförandeposten i drätselkammaren vilket man haft sedan 1918 genom järnhandlaren Olof August Persson.

## Efterkrigstiden
Östersund fortsatte att växa efter andra världskriget. Lugnvik inkorporerades 1954 och Östersund kom likt Jämtland i övrigt att påverkas av Rehn–Meidner-modellen, men i motsatt effekt. Den keynesianska politiken sjösattes för att göra arbetskraften i Sverige mer rörlig. Övriga Jämtland drabbades hårt då folk flyttade från landsbygd till stad, från inland till kust och från norr till söder. I egenskap av tätort drog Miljonprogrammet igång i staden och stadsdelar som Körfältet kom till. 
Den negativa synen på industrier ändrades då Socialdemokraterna kom till makten i drätselkammaren för första gången 1952 och med stöd av den statliga lokaliseringspolitiken lockades industrier till Östersund. Industriområden inrättades i Lugnvik och Odenskog. 

Östersund blev huvudstad i en republik som Saxon Lindström spådde 1886, Republiken Jamtland. Republiken Jamtlands flagga kan skådas året runt på Stortorget i centrala Östersund.

Utvecklingen var som redan nämnt inte lika positiv i Jämtland i övrigt och som en motaktion mot den förda politiken grundades Republiken Jamtland och frihetsfesten Storsjöyran 1963.
Östersund fortsatte att växa och år 1970 införlivades Frösö köping i staden som året efter fick namnge storkommunen Östersunds kommun som bildades efter 1971-1974 års kommunreform. 
I likhet med övriga Sverige började den offentliga sektorn att utökas kraftigt därefter. I Sverige som helhet utgjorde år 1960 den offentliga sektorn 31 procent av bruttonationalprodukten. Fram till mitten av 1980-talet hade siffran mer än fördubblats till hela 65 procent. I Östersund var det här som jobben ökade under tidpunkten; inom landsting, stat och den nya kommunen. Huvudorsaken till den snabba ökningen av den offentliga sektorn var de ökade transfereringar till hushållen som skedde jämte ökade ränteutgifter och offentlig konsumtion. Det hela betalades med omfattande skattehöjningar.
Hela 1970-talet var en expansiv period. Förutom de nya industriområdena blev Frösöbron en realitet, så även polishuset, sporthallen, Z-kupolen (som brann ned 1989), Storsjöteatern, Folkets hus, stadsdelskyrkor som till exempel Marielundskyrkan, varuhus med mera. Länsstyrelsen och lasarettet byggdes ut och stora bostadsområden växte fram i de redan nämnda delarna Körfältet och Lugnvik, men även Odensala.
Redan på 1940-talet försökte staden att få en "humanistisk högskola" förlagd till Frösön. Motsättningar mellan städer i Norrland var stora och det var Umeå som slutligen gick segrande ur striden 1962. Östersund fick dock en socialhögskola 1971.

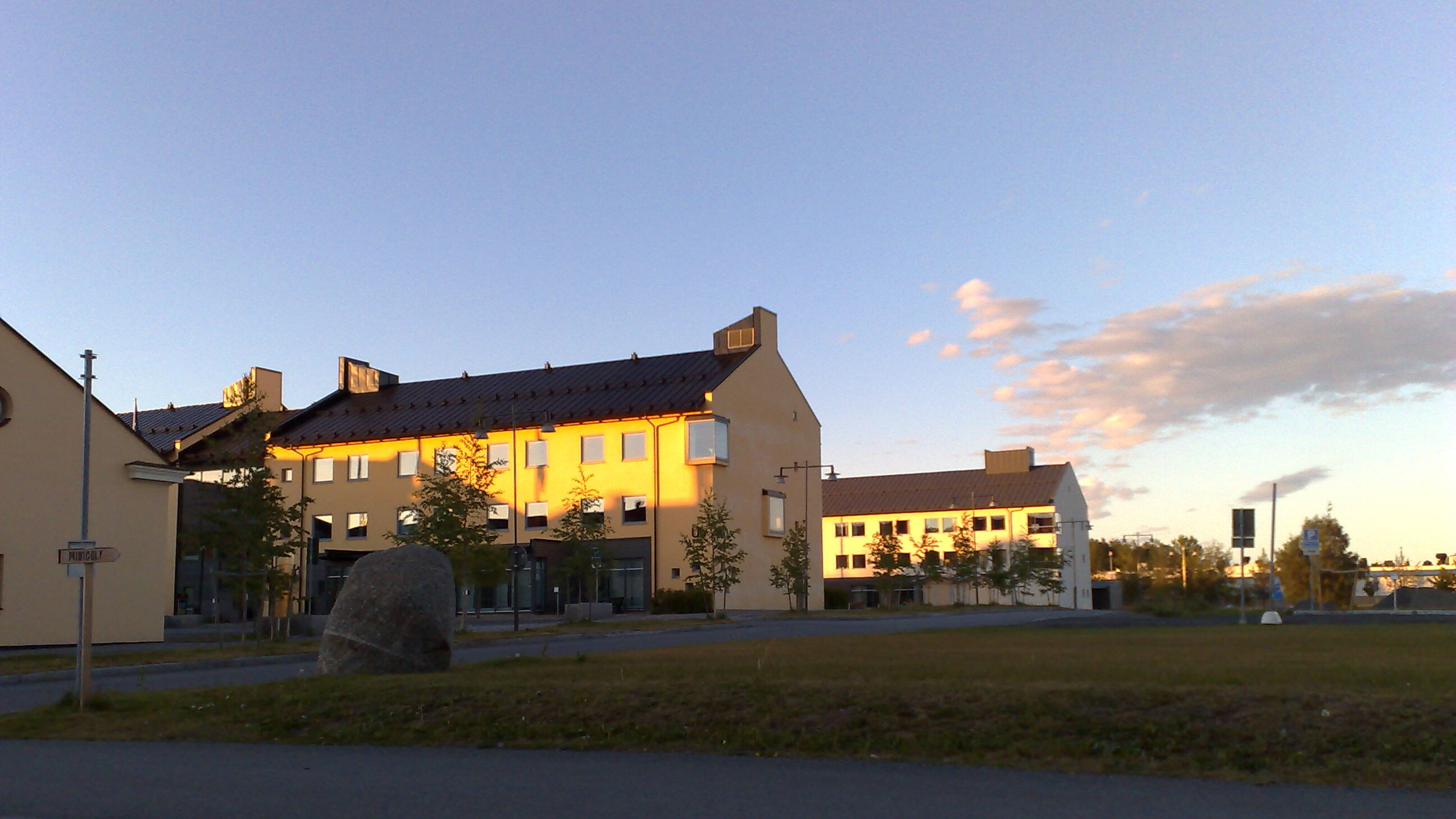
Mittuniversitetets campus i Östersund

Efter att järnridån föll i och med att Berlinmuren revs 1989 och Sovjetunionen kollapsade 1991 försvann Sveriges största nationella hot. Behovet av försvaret i Jämtland debatterades under hela 1990-talet. År 1996 samlades till exempel 31 600 namnunderskrifter in för att motverka en nedläggning av regementena och lämnades över till försvarsministern Thage G Peterson. Förbanden var emellertid inte räddade och A 4 lades ned 1997 och beslutet om dom övriga förbanden sköts upp. Det slutgiltiga beslutet om nedläggning kom 2004 och när försvarsminister Leni Björklund meddelade regeringens beslut blev hon utbuad av missnöjda jämtar utanför rådhuset i Östersund. 
Nedläggningen har dock skapat en större framtidstro i staden med ökat företagande och en växande privat sektor, vilket är något som omställningsmedlen staden erhöll och de omlokaliserade statliga myndigheterna bidragit till. De äldre militärområdena har öppnats upp och två nya stadsdelar kom till. Den 1 januari 2005 fick staden även ett universitet, Mittuniversitetet som skapades av Mitthögskolan.

### Fotnoter
1. ↑  Rumar, Historia kring Kölen sid 34
2. ↑  Länsstyrelsen i Jämtlands län Arkiverad 16 februari 2008 hämtat från the Wayback Machine.
3. ↑  Svenska Familj-Journalen (Band 20, årgång 1881) sid 205
4. ↑  Carl-Göran Ekerwald och Berta Hansson: Jämtarnas land,sid 105 ff, Liber förlag 1980, ISBN 91-38-05250-4
5. ↑  Bromé, Janrik (1934). Östersunds Historia 1762-1862 Del 1. sid. 240
6. ↑  Hammarin, Lars (2004). På syster Annas tid. Jamtli förlag. sid. 8. ISBN 978-91-7948-192-6. Läst 20 september 2024
7. ↑  Sven Norgren (1949). ”Några glimtar ur Jämtlands och Östersunds telefonhistoria”. Gamla Östersunds årsskrift 1949 (Föreningen Gamla Östersund).
8. ↑  Lindhammar, Erland (1968). Östersundsbilder från Oscar II:s och Gustaf V:s tid. sid. 14
9. ↑  Björklund, Östersunds Historia III sid 158
10. ↑  Hammarin, Lars (2004). På syster Annas tid. Jamtli förlag. sid. 171-172. ISBN 978-91-7948-192-6. Läst 29 september 2024